# Сапаллинская культура
Сапалли́нская культу́ра — протогородская земледельческая археологическая культура эпохи поздней бронзы (2-е тысячелетие до н. э.) в Средней Азии. Названа по теллю Сапаллитепа в Сурхандарьинской области Узбекистана. Связывается с продвижением на юг ариев — носителей индоиранской речи. Антропологически в популяции культуры выделяют два разных европеоидных компонента — аборигенных земледельцев и степных пришельцев андроновской культуры.
Н. А. Аванесова выделяет 5 этапов в развитии культуры:
- сапаллинский (XIX—XVIII вв. до н. э.);
- джаркутанский (конец XVIII—XVII вв. до н. э.);
- кузалинский (XVI—XV вв. до н. э.);
- молалинский (XIV—XII вв. до н. э.);
- бустонский (XII—X вв. до н. э.)

Основу хозяйства составляло мотыжное земледелие, дополненное скотоводством. Среди домашних животных были овцы (63 %) и коровы (28 %), а также ослы, свиньи, верблюды.
На первом этапе культуры погребения совершались по обряду трупоположения прямо на поселениях, впоследствии появляются кладбища на высоких холмах с трупосожжениями и важной ролью огня в погребальном обряде. Количество и состав погребального инвентаря при этом сокращается.
В 1981—1984 гг. на Джаркутане был раскопан монументальный общественно-культовый комплекс, названный археологами «храмом огня» — сооружение прямоугольной формы 60 × 44,5 м, ориентированное по сторонам света и обнесённое мощными стенами.